# Syndiclis sichourensis
Syndiclis sichourensis är en lagerväxtart som beskrevs av Hsi Wen Li. Syndiclis sichourensis ingår i släktet Syndiclis och familjen lagerväxter. Inga underarter finns listade i Catalogue of Life.